# Kiwako Taichi
Kiwako Taichi (太地 喜和子, Taichi Kiwako), née le 2 décembre 1943 à Nakano (Tokyo) et morte à Itō le 13 octobre 1992, est une actrice japonaise.

## Biographie
Alors qu'elle est encore lycéenne, Kiwako Taichi s'engage comme actrice pour la Tōei en avril 1960 et elle apparaît pour la première fois sur les écrans dans Akuma no temari-uta (1961) de Kunio Watanabe sous le nom de scène de Taeko Shimura. Elle rompt son contrat en mars 1963 et entre l'année suivante dans l'école de formation de la Haiyuza Theatre Company (en). Diplômée en 1967, elle rejoint la compagnie théâtrale Bungakuza.
Au cinéma, elle partage notamment la vedette avec Nakamura Kichiemon II et Nobuko Otowa dans Kuroneko (1968) de Kaneto Shindō et incarne la « Madone » dans le 17e film de la série C'est dur d'être un homme, La Libellule rouge en 1976. Ce rôle lui vaut deux prix de meilleure actrice dans un second rôle.
Kiwako Taichi apparaît dans 33 films entre 1961 et 1988.
Elle meurt dans un accident de la circulation en 1992 à Itō dans la préfecture de Shizuoka.

### Vie privée
Kiwako Taichi s'est mariée à l'acteur Taisaku Akino (en) en 1970 puis a divorcé.

## Filmographie
La filmographie de Kiwako Taichi est établie à partir de la base de données JMDb.
- 1961 : Akuma no temari-uta (悪魔の手毬唄?) de Kunio Watanabe
- 1962 : Min'yō no tabi: Sakurajima Otemoyan (民謡の旅・桜島 おてもやん?) de Kunio Watanabe
- 1962 : Maboroshi tengu (まぼろし天狗?) de Nobuo Nakagawa
- 1962 : Hibari no haha koi gitā (ひばりの母恋ギター?) de Kiyoshi Saeki
- 1962 : Tekka wakashu (鉄火若衆?) de Yasushi Sasaki
- 1967 : Passion ardente (情炎, Jōen?) de Yoshishige Yoshida
- 1967 : Hana o kū mushi (花を喰う蟲?) de Shōgorō Nishimura[5]
- 1968 : Kuroneko (藪の中の黒猫, Yabu no naka no kuroneko?) de Kaneto Shindō : la belle-fille
- 1969 : La Plaie de la balle (弾痕, Dankon?) de Shirō Moritani
- 1970 : Les Aventures de Buraikan (無頼漢, Buraikan?) de Masahiro Shinoda : Namiji
- 1970 : Si tu étais jeune (君が若者なら, Kimi ga wakamono nara?) de Kinji Fukasaku
- 1970 : Shokkaku (触角?) de Kaneto Shindō
- 1970 : Ode au yakuza (やくざ絶唱, Yakuza zesshō?) de Yasuzō Masumura
- 1970 : Vivre aujourd'hui, mourir demain (裸の十九才, Hadaka no jukyu-sai?) de Kaneto Shindō
- 1971 : Konto 55-gō to Mīko no zettai zetsumei (コント55号とミーコの絶体絶命?) de Yoshitarō Nomura
- 1971 : Kaoyaku (顔役?) de Shintarō Katsu
- 1971 : Ningen hyōteki (人間標的?) d'Umetsugu Inoue
- 1971 : Aveux, Théorie, Actrices (告白的女優論, Kokuhakuteki joyūron?)
- 1971 : Nippon ichi no shokku otoko (日本一のショック男?) de Takashi Tsuboshima (ja)
- 1972 : La Légende de Zatoïchi : La Blessure (新座頭市物語・折れた杖, Shin Zatōichi monogatari: Oreta tsue?) de Shintarō Katsu : Nishikigi
- 1973 : Hana to ryū: Seiun hen aizō hen dotō hen (花と龍 青雲篇 愛憎篇 怒濤篇?) de Tai Katō
- 1973 : Kigeki: Otoko no nakidokoro (喜劇 男の泣きどころ?) de Masaharu Segawa
- 1974 : Kigeki: Otoko no udedameshi (喜劇 男の腕だめし?) de Masaharu Segawa
- 1974 : Le Vaurien : la guerre des territoires (悪名 縄張荒らし, Akumyō: Shima arashi?) de Yasuzō Masumura
- 1974 : Les Derniers Samouraïs (狼よ落日を斬れ, Ōkami yo rakujitsu o kire?) de Kenji Misumi : Ohide
- 1975 : Kigeki: Onna no nakidokoro (喜劇 女の泣きどころ?) de Masaharu Segawa
- 1975 : Le Voleur de capitaux (資金源強奪, Shikingen gōdatsu?) de Kinji Fukasaku
- 1976 : C'est dur d'être un homme : La Libellule rouge (男はつらいよ 寅次郎夕焼け小焼け, Otoko wa tsurai yo: Torajirō yūyake koyake?) de Yōji Yamada : Botan
- 1977 : L'Île de la prison (獄門島, Gokumon-tō?) de Kon Ichikawa
- 1977 : Shinjuku baka monogatari (新宿馬鹿物語?) de Yūsuke Watanabe (ja)
- 1978 : Le Mois d'août sans empereur (皇帝のいない八月, Kōtei no inai hachigatsu?) de Satsuo Yamamoto
- 1985 : Les Feux d'Himatsuri (火まつり, Himatsuri?) de Mitsuo Yanagimachi : Kimiko
- 1988 : Chichi (父?) de Keisuke Kinoshita

## Récompenses et distinctions
Sauf indication contraire, les informations mentionnées dans cette section peuvent être confirmées par la base de données cinématographiques IMDb,  présente dans la section « Liens externes ».
- 1974 : prix Kinokuniya de théâtre
- 1976 : Hōchi Film Award de la meilleure actrice dans un second rôle pour C'est dur d'être un homme : La Libellule rouge[6]
- 1977 : prix Kinema Junpō de la meilleure actrice dans un second rôle pour C'est dur d'être un homme : La Libellule rouge[7]